# Siganus javus
Siganus javus is een straalvinnige vissensoort uit de familie van de konijnvissen (Siganidae). De wetenschappelijke naam van de soort is gepubliceerd in 1766 door Linnaeus als  Teuthis javus.